# Rajagopal P. V.
Rajagopal P. V., militante gandhiano, fue vicepresidente de la Fundación Gandhi para la Paz  y presidente y miembro fundador de Ekta Parishad.

## Biografía
Rajagopal nació en 1948, el cuarto de cinco hijos, en Thillerkery, un pueblo de Kerala, en el sur de India. Su nombre completo es Rajagopal Puthan Veetil, pero decidió usar públicamente sólo su primer nombre para evitar cualquier estereotipo vinculado a las castas que pudiera ser asociado a su nombre completo. El padre de Rajagopal fue un militante que luchó por la independencia de la India y que por esa razón estaba frecuentemente lejos de su familia. Rajagopal cursó sus estudios en Seva Mandir, en lengua malabar. La escuela seguía los principios de la filosofía de Gandhi teniendo especialmente presentes a la vida y al trabajo en la comunidad. Posteriormente estudió danza y música india clásicas, antes de completar su educación en Sevagran, el monasterio de Gandhi en Maharashtra, completando el grado en ingeniería agrícola. Fue también allí donde Rajagopal aprendió inglés.
A comienzos de los años setenta, trabajó en la violenta área de Chambal, en Madya Pradesh, ayudando a rehabilitar pistoleros.
Desde 1993 está casado con Jill Carr-Harris, una canadiense, que también es militante del cambio social.
En 2003 marcha en Chattisgarh, al este del país. Ante una muchedumbre decidida, el gobierno cede y otorga terrenos a 6000 familias.
Las primeras marchas querían interpelar a las autoridades regionales a nivel de cada estado, pero algunas leyes dependían del gobierno central de Delhi y desde 2004 se hizo indispensable organizar una gran marcha nacional. La preparación duró 3 años: para coaligarse con otros movimientos, pero también para movilizar a las poblaciones de base: miles de campesinos ahorraron todos los meses algunas rupias o unos puñados de arroz en previsión de la marcha. En octubre de 2006 hubo una “marcha de advertencia” con 500 militantes, de Gwalior a Delhi.
Actualmente están preparando la Marcha Internacional Jai Jagat en el 2020 que consistirá en una marcha a pie desde la India hasta la sede de la ONU en Ginebra, incluyendo la movilización de un millón de personas en la India y acciones de apoyo por todo el mundo.
Rajagopal P. V. ha participado en innumerables foros internacionales, congresos, publicaciones, jornadas de formación en noviolencia, negociaciones políticas, etc., tanto en la India como a nivel internacional.

## Janadesh 2007
Tras consolidar la afiliación de unas 200.000 personas (la mayoría, mujeres) en seis estados, Rajagopal comenzó a utilizar la técnica gandhiana de la marcha a pie o padayatra para estimular un apoyo mayor hacia los empobrecidos. Con la experiencia de diez marchas a pie realizadas ya en diez estados, encabezó una marcha nacional hasta Delhi en octubre de 2007. 
Comenzaron a marchar el 2 de octubre, día internacional de la noviolencia en conmemoración del nacimiento de Mahatma Gandhi. La marcha se llamó Janadesh, que significa "Veredicto del pueblo". Un total de 25.000 personas se dieron cita en Gwalior, una ciudad a unos 350 kilómetros al sur de la capital. Durante un mes, los sin tierra, indígenas, mujeres pobres, trabajadores en servidumbre, niños y ancianos caminaron a lo largo de la carretera nacional, atrayendo la atención de personas de todas las profesiones. Después de la llegada a Delhi, el Gobierno reaccionó rápidamente y se comprometió a atender sus demandas y tomar medidas respecto a la reforma agraria y de los derechos de los bosques. Fue una de las más grandes acciones noviolentas en la historia de la humanidad.

## Jan Satyagraha 2012
Realizada en octubre de 2012, podría traducirse como "marcha del pueblo por la justicia". 50.000 personas comenzaron a marchar desde Gwalior hacia Delhi. Diversas acciones se desarrollaron simultáneamente en 60 países alrededor del mundo. Sin embargo, a los 10 días de comenzar la marcha (prevista para un mes), el gobierno de la India se vio forzado a firmar un acuerdo vinculante de 10 puntos, garantizándoles a campesinos empobrecidos el acceso a la tierra, la vivienda y los recursos necesarios para la vida.

## Reforma agraria a través de la acción noviolenta
En el contexto de la creciente insurgencia naxalita en la india rural central, la organización de Rajagopal, Ekta Parishad, con su movilización de indígenas, mujeres y jóvenes, así como su defensa de la reforma agraria, es una de las alternativas noviolentas con más éxito.

## Nuevas reformas agrarias, 2014 y conflictos
El gobierno de Narendra Modi propuso dos cambios fundamentales referidos a la adquisición de tierras:
1. Derogar algunas disposiciones, como el consentimiento obligatorio del 70 % de los afectados en caso de proyectos de asociación público-privada.
2. Eliminar la obligatoriedad de una evaluación de impacto social con plazos determinados para las adquisiciones de tierras.

Rajagopal acusa a Modi de corporativismo y afirma que agravará aún más la diferencia entre los ricos y los pobres en el país.

## Premios
En 2014 recibió el Premio Indira Gandhi de Integración Nacional, un premio concedidio anualmente por el Congreso Nacional Indio. En 2014 fue candidato también al Premio Nobel de la Paz.

## Imágenes

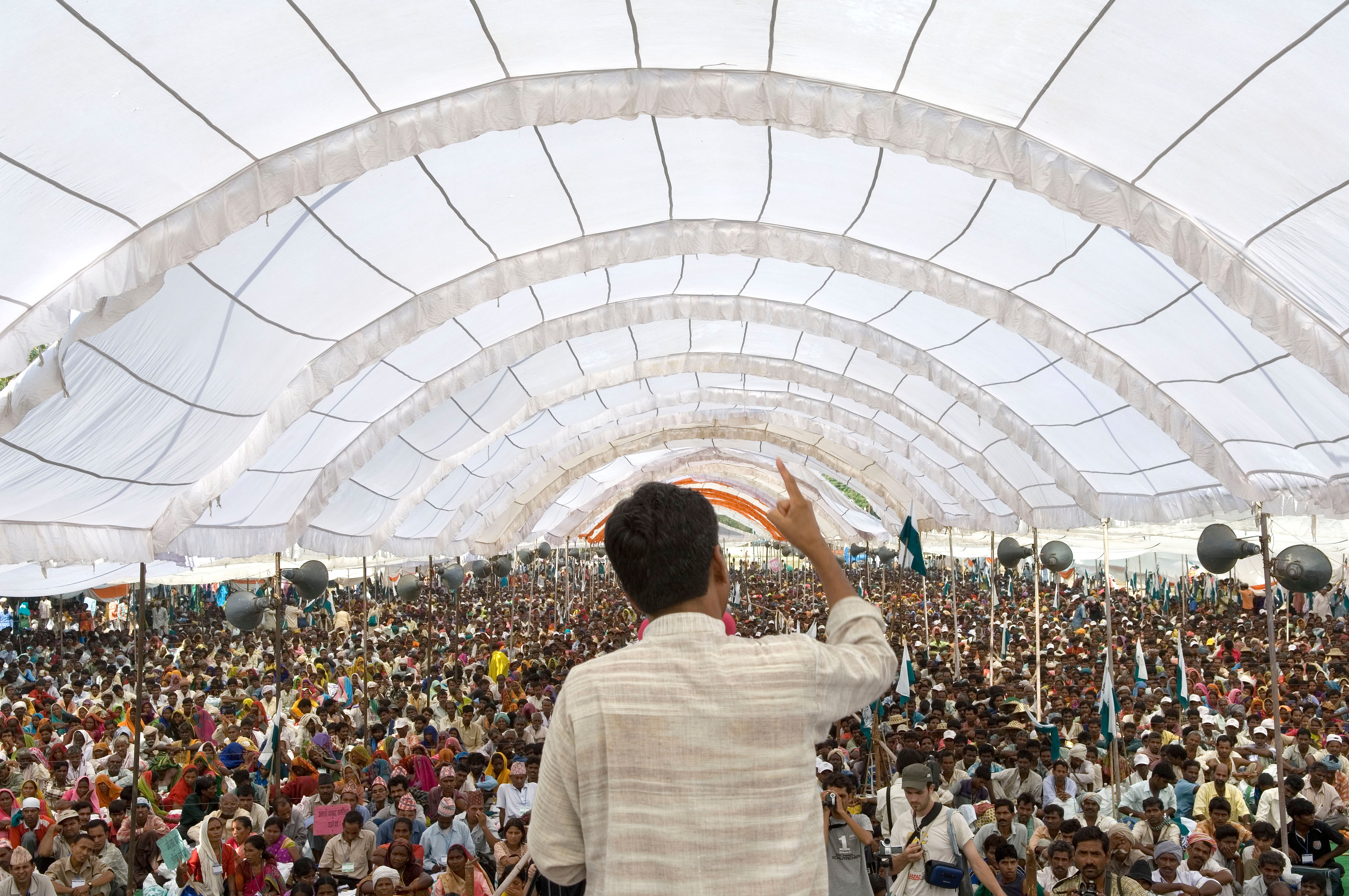
Rajagopal hablando ante 25.000 personas, Janadesh 2007.
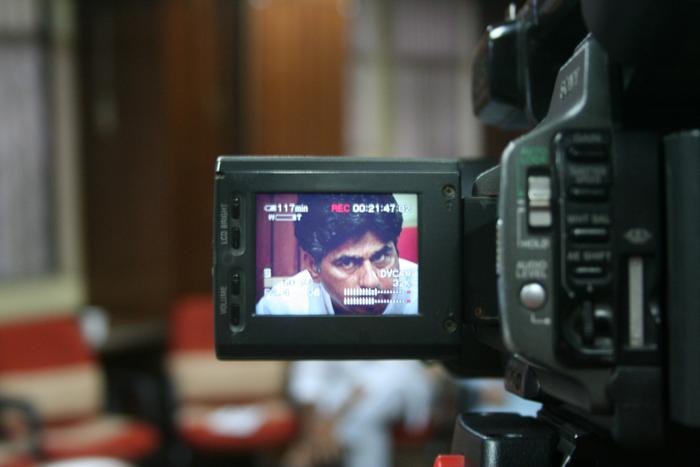
Rajagopal en la pantalla de la cámara durante la grabación del proyecto "then you win"
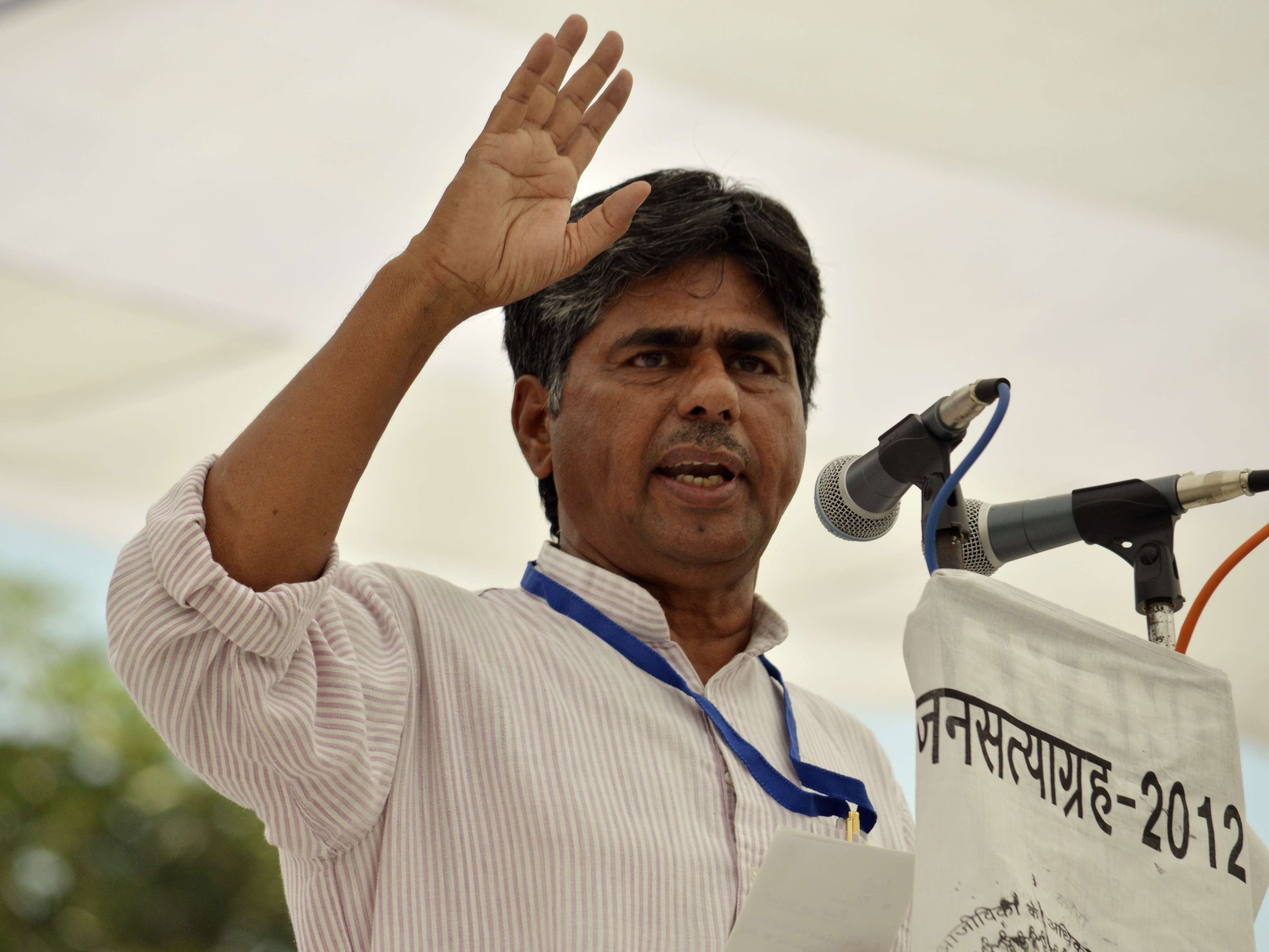
Rajagopal hablando al inicio de Jan Satyagraha, Gwalior, octubre de 2012
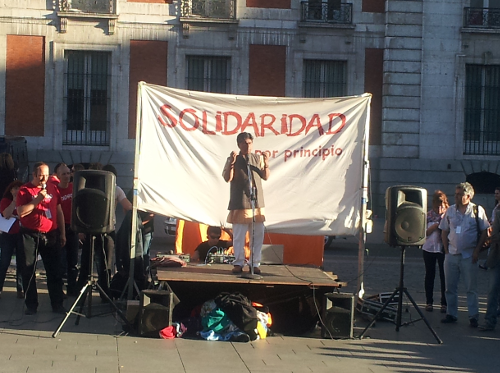
Acto público del Congreso Rompiendo Cadenas en Puerta del Sol para denunciar las causas de la esclavitud (sábado 3 de mayo de 2014)